# Beat It
"Beat It" er en hitsingle fra den afdøde Michael Jackson. Den er på albummet Thriller som er det mest sælgende nogensinde. "Beat It" er rock i modsætning til Jacksons mange popsange. "Beat It" vandt to Grammy Award-priser og har solgt 668.000 digital-downloads i USA. I 2008 blev sangen genindspillet af Jackson og Fergie til Thriller 25. Fall Out Boy har også udgivet deres udgave af sangen, hvor John Mayer spillede guitarsoloen.

## Produktion og musik
"Beat It" skrev Michael Jackson til sit Thriller-album. Medproduceren Quincy Jones ønskede en ambitiøs, "sort" rock and roll-sang. Rock and roll var, dog, ikke en genre, som Jackson før havde vist interesse i. Jackson sagde senere om "Beat It": "Jeg ønskede at skrive en sang, som er den slags sang, jeg ville købe, hvis jeg skulle købe en rocksang... Det er derfor jeg valgte den, og jeg ville have, at børn skulle lide den – skolebørn såvel som børn i gymnasiet." Jones hørte de første, indtalte vokaler og sagde, at det var det, han var ude efter. Rockguitaristen Eddie Van Halen, leadguitarist i hård rock-bandet Van Halen, lagde en guitarsolo til sangen. Efter at Jones havde ringet til Van Halen og bedt ham om at deltage i nummeret, troede Van Halen, at nogen lavede telefonfis med ham. Da Van Halen fandt ud af, at opkaldet var seriøst, indspillede han sin guitarsolo uden betaling. "Jeg gjorde det som en tjeneste", sagde musikeren senere. "Jeg var et stort fjols ifølge resten af bandet, vores manager og alle andre". Jeg blev ikke udnyttet. Jeg vidste, hvad jeg gjorde – jeg gør ikke noget medmindre, jeg vil".  Van Halen indspillede sit bidrag efter, at Jones og Jackson ankom til guitaristens hus med sangens "skeletversion". En af Van Halens kammerater Steve Lukather, fra bandet Toto, sagde: "Fra starten var vi glade, da vi syntes Eddie havde spillet en god solo. Men Quincy syntes, det var for hårdt. Så jeg måtte skrue ned for lyden, som var blevet påvirket af distortion, og det var det, der blev udgivet."  Sangen var blandt de fire sidste, der blev lavet færdigt til Thriller. De andre var "Human Nature", "P.Y.T. (Pretty Young Thing)" og "The Lady in My Life".
På optagelsen, hvor Van Halens guitarsolo begynder, er der lyd, som lyder som en, der banker på en dør. Det påstås, at den der bankede på, var en person der tog hen til Van Halens pladestudio. En anden historie påstår, at lyden blot var musikeren, der bankede på sin egen guitar. Sangteksterne i "Beat It" er om nederlag og mod og er blevet beskrevet som en "trist kommentar til menneskets natur". Sætningen "don't be a macho man" (du behøver ikke at være en macho mand) siges af Jackson, hvori han udtrykker sin utilfredshed med vold, mens han også refererer til misbruget af ham i barndommen. Misbruget blev begået af hans far Joseph.

## Fall Out Boy version
Tekst mangler, hjælp os med at skrive teksten